# A Tarde É Sua
A Tarde É Sua é um programa de televisão brasileiro produzido pela Câmera 5 Produções e exibido pela RedeTV! desde 1 de maio de 2006, de segunda a sexta-feira das 15h00 às 17h00. É apresentado por Sonia Abrão sob direção de Elias Abrão.
É um dos programas mais antigos da emissora.

## História
Se diferenciando do A Casa É Sua, seu antecessor, o programa é voltado a cobertura de casos que chocaram o país, mas mesclado com fofoca dos mundo dos famosos, através de debates, entrevistas e interação com o público. O programa ficou mais conhecido em 2008 durante a cobertura do Sequestro e assassinato de Eloá Cristina, sendo o que mais deu destaque ao caso, mas causou polêmica pela abordagem sensacionalista na época, sendo apontado como um dos responsáveis pelo assassinato da vítima. Desde então, após a polêmica e nos anos seguintes, a atração passou a dar mais ênfase as fofocas dos famosos da televisão, além de fazer a cobertura dos realitys das concorrentes como o Big Brother Brasil e A Fazenda, sendo também responsável por registar os maiores índices da RedeTV, chegando a registrar até 3 pontos de pico e alcançar o terceiro lugar algumas vezes, além de encostar na vice-liderança em raros momentos, mesmo recebendo com zero ponto.